# Dorylus
Dorylus is een geslacht van trekmieren dat uit ruim zestig soorten bestaat. De meeste soorten komen voor in Centraal- en Oost-Afrika. Hier staan ze bekend als siafu, een leenwoord uit het Swahili. Verder beslaat het verspreidingsgebied van het geslacht Zuidelijk Afrika en tropisch Azië, inclusief Zuidoost-Azië.

## Beschrijving

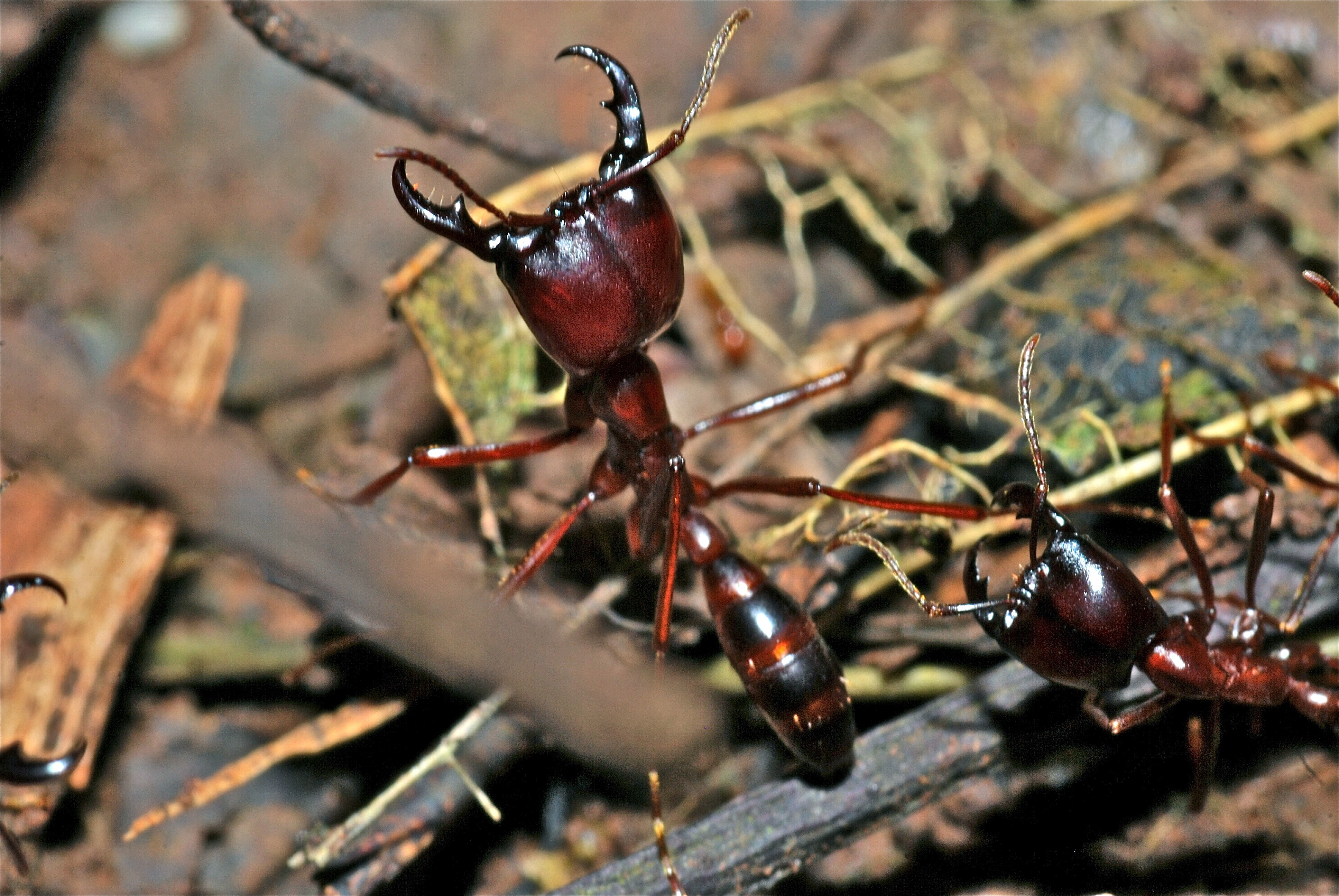
Een soldaat heeft aanzienlijk grotere kaken dan andere werksters

Een kolonie kan meer dan twintig miljoen mieren bevatten. Ze zijn allen blind en communiceren voornamelijk door het gebruik van feromonen. Aan het hoofd van een kolonie staat een koningin, die wegens haar omvang constante verzorging van haar werksters nodig heeft. Dit zijn allen steriele vrouwtjes.
De soldaten vormen een klasse binnen de werksters. Zij zijn aanzienlijk groter en hebben in verhouding een zeer grote kop. Soldaten hebben een angel, maar gebruiken deze zelden. Hun tangvormige kaken zijn voorzien van sterke spieren en hebben een krachtige grip. Een beet van een Dorylus-soldaat staat bekend als zeer pijnlijk.
Een kolonie bestaat met uitzondering van de larven alleen uit vrouwelijke dieren. Mannelijke mieren van Dorylus-soorten zijn kleiner dan de koninginnen, maar nog altijd aanzienlijk groter dan de werksters. Zij hebben een groot, worstvormig achterlijf en vleugels, dit in tegenstelling tot de overige mieren.

## Gedrag en levenswijze

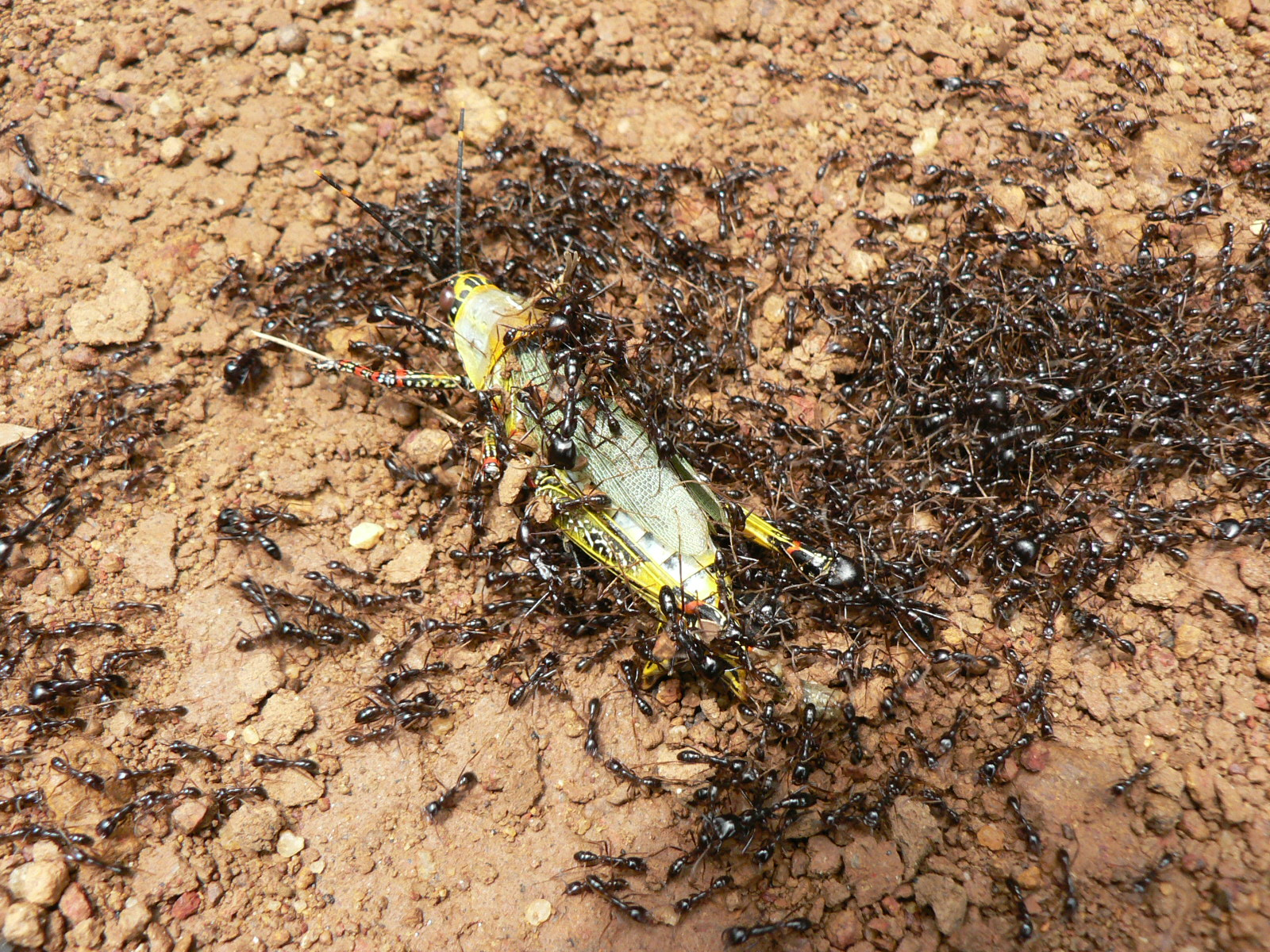
Dorylus-mieren in Kameroen met een gevangen sprinkhaan

De mieren van het geslacht Dorylus bouwen elke avond een bivak. Een bivaklocatie kan enkele dagen tot drie maanden lang in gebruik worden genomen. In de omgeving zoeken werksters overdag naar voedsel, waarbij ze worden bewaakt door de grotere soldaten. Ze jagen voornamelijk op aardwormen en andere ongewervelden. Wanneer zij op een geschikt prooidier stuiten, scheiden ze een feromoon af die de nabije werksters waarschuwt. Het dier wordt door de kaken in stukken geknipt, die vervolgens naar het nest worden gebracht. Daar de koningin en de werksters die haar verzorgen de bivaklocatie vrijwel niet verlaten, zijn ze compleet afhankelijk van de foeragerende werksters.
Wanneer het voedsel schaars wordt, verlaat de kolonie de bivaklocatie. Ze vormen gezamenlijk een colonne, waarbij soldaten hun positie innemen langs de flanken. Een dergelijke colonne kan een snelheid bereiken van zo'n twintig meter per uur. Ze vormt een bedreiging voor alles wat op hun pad ligt en kleine of zwakke dieren worden regelmatig gedood.

### Voortplanting

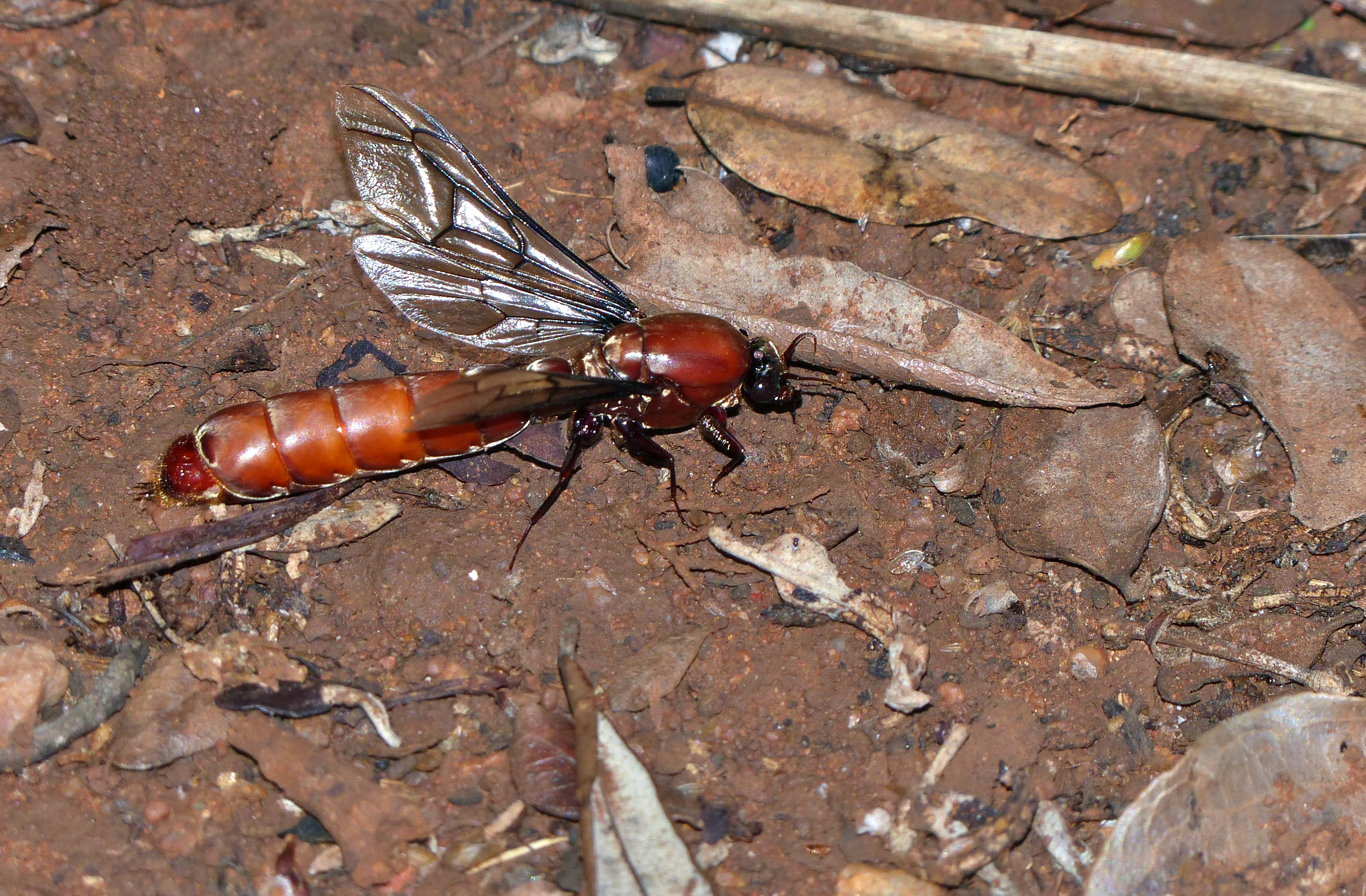
Gevleugeld mannetje, Dorylus helvolus

Dorylus-soorten kennen geen bruidsvlucht, daar de koningin geen vleugels kan krijgen. Wanneer een kolonie in het voortplantingsseizoen een volwassen mannetje treft, ontdoen werksters hem van zijn vleugels en dragen hem naar een nieuwe koningin. Korte tijd na het paren sterft het mannetje en verlaat de bevruchte koningin de kolonie om een nieuwe te stichten.
Een koningin kan tot wel een miljoen eieren per maand leggen. Wanneer zij sterft, zullen de werksters in de meeste gevallen proberen om zich bij een andere kolonie aan te sluiten.

## Relatie met de mens
Dorylus-colonnes vormen een bedreiging voor de mens wanneer een route door een woning loopt. De mieren worden echter door de Masai en andere Afrikaanse volken gewaardeerd, omdat ze gewassen beschermen tegen ratten, insecten en ander ongedierte. In Oost-Afrika worden de kaken van de soldaten gebruikt als hechtmiddel. Een dergelijke hechting houdt het tot wel enkele dagen.

## Soorten
- D. acutus Santschi, 1937
- D. aethiopicus Emery, 1895
- D. affinis Shuckard, 1840
- D. agressor Santschi, 1923
- D. alluaudi Santschi, 1914
- D. atratus Smith, 1859
- D. atriceps Shuckard, 1840
- D. attenuatus Shuckard, 1840
- D. bequaerti Forel, 1913
- D. bishyiganus (Boven, 1972)
- D. braunsi Emery, 1895
- D. brevipennis Emery, 1895
- D. brevis Santschi, 1919
- D. buyssoni Santschi, 1910
- D. congolensis Santschi, 1910
- D. conradti Emery, 1895
- D. depilis Emery, 1895
- D. diadema Gerstaecker, 1859
- D. distinctus Santschi, 1910
- D. ductor Santschi, 1939
- D. emeryi Mayr, 1896
- D. erraticus (Smith, 1865)
- D. faurei Arnold, 1946
- D. fimbriatus (Shuckard, 1840)
- D. fulvus (Westwood, 1839)
- D. funereus Emery, 1895
- D. furcatus (Gerstaecker, 1872)
- D. fuscipennis (Emery, 1892)
- D. gaudens Santschi, 1919
- D. ghanensis Boven, 1975
- D. gribodoi Emery, 1892[2]
- D. helvolus (Linnaeus, 1764)
- D. katanensis Stitz, 1911
- D. kohli Wasmann, 1904
- D. labiatus Shuckard, 1840
- D. laevigatus (Smith, 1857)
- D. lamottei Bernard, 1953
- D. leo Santschi, 1919
- D. mandibularis Mayr, 1896
- D. mayri Santschi, 1912
- D. moestus Emery, 1895
- D. molestus Wheeler, 1922
- D. montanus Santschi, 1910
- D. niarembensis (Boven, 1972)
- D. nigricans Illiger, 1802
- D. ocellatus (Stitz, 1910)
- D. orientalis Westwood, 1835
- D. politus Emery, 1901
- D. rufescens Santschi, 1915
- D. savagei Emery, 1895
- D. schoutedeni Santschi, 1923
- D. spininodis Emery, 1901
- D. stadelmanni Emery, 1895
- D. stanleyi Forel, 1909
- D. staudingeri Emery, 1895
- D. striatidens Santschi, 1910
- D. termitarius Wasmann, 1911
- D. titan Santschi, 1923
- D. vishnui Wheeler, 1913
- D. westwoodii (Shuckard, 1840)
- D. wilverthi Emery, 1899